# Antici-Gruppe
Die Antici-Gruppe (engl. Antici Group) ist ein vorbereitendes Gremium des Ausschusses der Ständigen Vertreter der Mitgliedstaaten der Europäischen Union. Die Antici-Gruppe wurde eingesetzt, um bei der Überprüfung der Tagesordnungen für den AStV II technische Einzelheiten und Fragen der Arbeitsgestaltung zu regeln. In diesem Vorbereitungsstadium soll ein erster Überblick über die Standpunkte der Delegationen auf der Tagung des AStV gewonnen werden. Sie wurde 1975 von dem italienischen Botschafter Bombassei, der in diesem Halbjahr den Vorsitz innehatte, ins Leben gerufen, Bombassei bestimmte seinen Assistenten in der Ständigen Vertretung Paolo Massimo Antici zu ihrem Vorsitzenden. 
Die Gruppe besteht aus den direkten Mitarbeitern der Ständigen Vertreter und einem Vertreter der Europäischen Kommission. Ein Antici ist ein Mitarbeiter eines Ministeriums (oft Außenministeriums) seines Landes. Als politischer Referent in der Ständigen Vertretung seines Landes in Brüssel bereitet er die Beratung des Ausschusses der Ständigen Vertreter vor. Er ist der Assistent des Ständigen Vertreters. An den Sitzungen der Gruppe nehmen außerdem ein Mitglied des Kabinetts des Generalsekretariats sowie ein Beamter des Juristischen Dienstes des Rates teil.
Die Gruppe ist damit beauftragt, sich gegenseitig über die Positionen ihrer Vorgesetzten zu informieren, mögliche Handlungsspielräume auszuloten und die Reihenfolge der Tagesordnungspunkte festzulegen. Sie bereitet die Beschlüsse über die Punkte unter Teil I der Tagesordnung (A-Punkte) sowie die Beratungen des AStV und des Rates im Bereich Transparenz vor. Weiter soll sichergestellt werden, dass die Kurzniederschriften über die vorangegangenen AStV-Tagungen von den Ständigen Vertretern gebilligt werden können. In der betreffenden Sitzung teilen die Delegationen auch mit, welche Anträge auf Aufnahme von Punkten unter "Sonstiges" sie stellen werden.
Die Treffen finden üblicherweise am Tag vor der Sitzung des AStV II unter dem Vorsitz der Antici-Präsidentschaft statt. Wenn der Ständige Vertreter verhindert ist, wird er beim AStV durch seinen Antici vertreten. Die Antici-Gruppe nimmt auch in einem Nebenzimmer an den Treffen des Europäischen Rats teil. Während der Verhandlung werden die Beamten über ein Klingelsystem vom Staats- bzw. Regierungschef ihrer Delegation kontaktiert, falls er Dokumente braucht oder um Handreichungen und Aufgaben zu übernehmen. Sie senden von dort Nachrichten und Informationen über den Stand der Verhandlung, die sie vorher vom Protokollanten aus der Sitzung erhalten, an ihre Delegationsbüros und manchmal auch an Journalisten.
Das Pendant ist die Mertens-Gruppe.